# Європейська сейсмологічна комісія
Європейська сейсмологічна комісія (ЄСК; англ. European Seismological Commission (ESC)) — це комісія Міжнародної асоціації сейсмології та фізики надр Землі (англ. IASPEI), пов'язана з Міжнародним союзом геодезії та геофізики (англ. IUGG). Її мета — просування сейсмологічних досліджень і проєктів в Європі, країнах, що межують із Середземним морем, і найближчих сусідів; регіон, що тягнеться від Серединно-Атлантичного хребта до Уралу й від Північного Льодовитого океану до Північної Африки. Генеральні асамблеї ЄСК проводять раз на два роки в різних місцях.
Нинішня структура ЄСК, створена в Женеві у вересні 2006 р., складається з Ради ЄСК (його керівний орган), Виконавчого комітету, комітетів по резолюціям і призначень, а також робочих груп, які визначили завдання та створені з метою вивчення приватних наукових проблем. ЄСК регулюється відповідно до статуту, який був змінений і прийнятий у Женеві в 2006 році та змінений у Стамбулі в 2014 році.
Має титулярних членів і спостерігачів